# Semecarpus coriacea
Semecarpus coriacea är en sumakväxtart som beskrevs av Thw.. Semecarpus coriacea ingår i släktet Semecarpus och familjen sumakväxter. Inga underarter finns listade i Catalogue of Life.